# Джеймс и гигантский персик
«Джеймс и гигантский персик» (в переводе Е. Суриц «Джеймс и чудо-персик», англ. James and the Giant Peach) — книга для детей британского писателя Роальда Даля, написанная в 1961 году. В книге рассказывается история мальчика, который оказывается внутри гигантского магического персика и знакомится с местными жителями-насекомыми. Даль планировал озаглавить книгу «Джеймс и гигантская вишня», но впоследствии изменил ягодку на персик, так как он «симпатичнее, больше и громче хлюпает».
Первоначально была опубликована компанией Alfred A. Knopf с иллюстрациями Нэнси Баркерт, позднейшие же переиздания иллюстрировались Майклом Саймоном (англ. Michael Simeon), Лэйн Смит (Lane Smith), Квентином Блейком и другими.
В 1996 году был снят одноимённый мультфильм.

## Сюжет
Злой носорог, сбежавший из Лондонского зоопарка, проглотил родителей Джеймса Генри Круизо. С этого момента жизнь Джеймса круто меняется. Он переезжает к своим тетям — Пике и Плюхе, которые заставляют его работать круглыми сутками, не кормят и всячески унижают. Мальчик несчастен. Но однажды с ним приключается немыслимо странная вещь, в результате чего на персиковом дереве во дворе вырастает гигантский чудо-персик. Вместе с огромными насекомыми на персике Джеймс отправляется в путешествие через Атлантический океан, чтобы найти настоящих друзей и осуществить заветные мечты.

## Персонажи
- Марк Генри Круизо (Джеймс) — главный герой, маленький мальчик, оставшийся сиротой
- Пика и Плюха — злые тетки Джеймса
- Старичок — колдун, подаривший Джеймсу волшебные зеленые шарики
- Старый Зелёный Кузнечик — гигантский короткорогий кузнечик-музыкант
- мисс Паук — гигантская паучиха, родственников которой убивали тетки Джеймса
- Божья Коровка — гигантская девятипятенная божья коровка
- Многогоног — паразит, гигантская сороконожка с 42 ногами
- Червяк — гигантский дождевой червь, слепой, как и все дождевые черви
- Шелковичник — гигантский шелковичный червь, очень ленив
- Жук-Светляк — гигантский светлячок, освещающий комнату в косточке Чудо-Персика
- Капитан и команда корабля «Куин Мэри» — видели гигантский Чудо-Персик, пролетавший мимо
- Воздушные люди — призрачно-белые существа, покрытые длинными белыми волосами и создающие погоду
- Население города Нью-Йорка — с радостью приветствовало путешественников после того, как Чудо-Персик наткнулся на шпиль Эмпайр-Стейт-Билдинг

## Мультфильм
Хотя сам Роальд Даль отклонил предложение сделать по мотивам книги мультипликационный фильм, после его смерти вдова Даля Лисси дала согласие студии Disney. Мультфильм вышел на экраны в 1996 году. Сюжетно он значительно отличается от оригинала, хотя был хорошо встречен критиками и имел успех у зрителей. Он также понравился Лисси Даль.